# Алюминаты кальция
Алюминаты кальция — двойные оксиды состава mCaO·nAl2O3, бесцветные кристаллы, взаимодействуют с водой.

## Получение
- Сплавление стехиометрических количеств оксида или карбоната кальция с окисью алюминия:

{\displaystyle {\mathsf {CaO+Al_{2}O_{3}\ {\xrightarrow {\ }}\ CaO\cdot Al_{2}O_{3}}}}
{\displaystyle {\mathsf {3\ CaCO_{3}+Al_{2}O_{3}\ {\xrightarrow {\ }}\ 3CaO\cdot Al_{2}O_{3}+3\ CO_{2}}}}
- Алюминаты кальция встречаются в природе в виде минералов ибонита СаО·6Аl2О3 и майерита 12СаО·7Аl2O3.

## Физические свойства
- Алюминаты кальция образуют бесцветные кристаллы, свойства некоторых представлены в таблице[1]:

|                                       | 3CaO·Al2O3  | 12CaO·7Al2O3 | CaO·Al2O3               | CaO·2Al2O3               | CaO·6Al2O3     |
| ------------------------------------- | ----------- | ------------ | ----------------------- | ------------------------ | -------------- |
| Молярная масса                        | 270,19      | 1386,66      | 158,04                  | 260,00                   | 667,84         |
| Сингония                              | Кубическая  | Кубическая   | Моноклинная             | Моноклинная              | Гексагональная |
| Пространственная группа               | P a3        | I 43d        | P 21/m                  | C 2/c                    | P 63/mmc       |
| Параметры элементарной ячейки (нм, °) | 1,5262      | 1,1988       | 0,869 0,809 1,521 90,13 | 1,289 0,888 0,545 107,05 | 0,5536 2,1825  |
| Z                                     | 24          | 2            | 12                      | 4                        | 2              |
| Плотность, г/см³                      | 3,038       | 2,9          | 2,981                   | 2,90                     | 3,38           |
| Температура плавления, °С             | 1535, разл. | 1415, разл.  | 1600                    | 1750, разл.              | 1850, разл.    |
| Энтальпия образования, кДж/моль       |             |              |                         |                          |                |

## Химические свойства
- С водой образуют разнообразные гидроалюминаты кальция 4CaO·Al2O3·19H2O, 4CaO·Al2O3·13H2O, 3CaO·Al2O3·6H2O, 2CaO·Al2O3·8H2O, CaO·Al2O3·8H2O и др.
- Реагируют с сульфатом кальция в присутствии воды, образуя двойные основные сульфаты кальция-алюминия Ca6Al2(OH)12(SO4)3·26H2O и Ca4Al2(OH)12SO4·6H2O (процесс твердения вяжущих материалов.)

## Применение
Основная сфера применения алюминатов кальция – вторичная металлургия. В частности их используют в процессе десульфурации стали.
Алюминаты кальция добавляют в жаростойкие материалы. Они входят  в состав портландцементов и глиноземистых цементов.